# رد بنک (کارولینای جنوبی)
رد بنک(به انگلیسی: Red Bank) شهری در ایالت کارولینای جنوبی کشور ایالات متحده آمریکا است که جمعیت آن در سرشماری سال ۲۰۱۰ میلادی، ۹٬۶۱۷ نفر بوده‌است.